# Metacharis unicolor
Metacharis unicolor är en fjärilsart som beskrevs av Frederick DuCane Godman och Osbert Salvin 1886. Metacharis unicolor ingår i släktet Metacharis och familjen Riodinidae. Inga underarter finns listade i Catalogue of Life.